# Shun Nagasawa
Pour les articles homonymes, voir Nagasawa.
Shun Nagasawa (長沢 駿, Nagasawa Shun) est un footballeur japonais né le 25 août 1988 à Shizuoka. Il évolue au poste d'attaquant.

## Biographie
Il participe à la Ligue des champions d'Asie avec le club du Gamba Osaka.

## Palmarès
- Vice-champion du Japon en 2015 avec le Gamba Osaka
- Vainqueur de la Coupe du Japon en 2015 avec le Gamba Osaka
- Finaliste de la Coupe de la Ligue en 2016 avec le Gamba Osaka
- Finaliste de la Supercoupe du Japon en 2016 avec le Gamba Osaka